# ترور بنیستر
 تره‌ور بنیستر (انگلیسی: Trevor Bannister؛ ‏ ۱۴ اوت ۱۹۳۴ – ۱۴ آوریل ۲۰۱۱) یک هنرپیشه اهل بریتانیا بود. وی بین سال‌های ۱۹۶۰ تا ۲۰۱۱ میلادی فعالیت می‌کرد.
از فیلم‌ها یا مجموعه‌های تلویزیونی که وی در آن‌ها نقش داشته است، می‌توان به در انتهای دوران میانسالی اشاره نمود.